# Aeródromo de Karatayka
El Aeródromo de Karatayka (ruso: Аэродром Каратайка; ICAO: ULDT; IATA: ) es una pequeña pista situada 15 km al norte de Karatayka, en Nenetsia, un distrito autónomo del óblast de Arjánguelsk, Rusia.
Las instalaciones son gestionadas por la compañía por acciones "Destacamento Aéreo de Narian-Mar" (ruso: ОАО "Нарьян-Марский объединенный авиаотряд"), anteriormente conocida como "Narian-Mar Airlines".
El espacio aéreo está controlado desde el FIR de Amderma (ICAO: ULDD)

## Pista
El aeródromo de Karatayka consiste en una pequeña pista de tierra en dirección 12/30 de 550x60 m. (1.804x197 pies).

## Aerolíneas y destinos
Aunque algunas fuentes informan de que puede estar abandonado, el "Destacamento Aéreo de Narian-Mar" informa en su página de que vuela regularmente a este aeródromo regional.